# Guillaume Victorin
Guillaume Victorin (ur. 26 maja 1990 w Montpellier) – francuski lekkoatleta specjalizujący się w skoku w dal.
Bez powodzenia startował w 2008 na mistrzostwach świata juniorów oraz w 2009 podczas juniorskich mistrzostw Europy. W 2011 zdobył brązowy medal młodzieżowych mistrzostw Europy.
Rekordy życiowe: stadion – 8,00 (8 lipca 2018, Albi); hala – 7,91 (28 lutego 2014, Nowy Jork).

## Osiągnięcia
| Rok  | Impreza                        | Miejsce   | Lokata            | Wynik |
| ---- | ------------------------------ | --------- | ----------------- | ----- |
| 2008 | Mistrzostwa świata juniorów    | Bydgoszcz | el. – 22. miejsce | 7,08  |
| 2009 | Mistrzostwa Europy juniorów    | Nowy Sad  | el. – 15. miejsce | 7,30  |
| 2011 | Młodzieżowe mistrzostwa Europy | Ostrawa   | 3. miejsce        | 7,86  |
| 2018 | Mistrzostwa Europy             | Berlin    | 8. miejsce        | 7,84  |